# Tram STEFER: motrici gruppo 80 e 90
I tram STEFER gruppo 80 e 90 della STEFER di Roma sono stati due gruppi di treni motrice e rimorchio semplice e motrice e rimorchio pilota. 

## Storia
Nel 1929 entra in vigore una riforma del settore che nazionalizza le aziende a capitale straniero, vieta la concessione di nuove tranvie extraurbane e la trasformazione ferroviaria di quelle dichiarate suscettibili di risanamento. Le Tranvie dei Castelli Romani sono inserite in quest'ultimo elenco, ed in attesa dei relativi lavori la STFER, diventata nel frattempo azienda pubblica, acquista due serie di rotabili a cassa completamente metallica per migliorare il servizio extraurbano, avviando al contempo una generale ricostruzione di tutto il restante materiale.

## Meccanica ed equipaggiamento
I due gruppi sono identici nelle casse, nei carrelli e nei motori. Il gruppo 80 è formato da quattro treni di motrice e rimorchio semplice, con le motrici dotate di un normale comando diretto. Forse per sperimentare i relativi equipaggiamenti, in un periodo più favorevole all'esercizio a spinta, e probabilmente nell'intenzione di utilizzare treni reversibili nelle linee rinnovate, il gruppo 90 si differenzia per essere i rimorchi dotati di posto guida (rimorchi pilota), con le motrici dotate di un comando indiretto ad accelerazione automatica ed il collegamento tra i due rotabili a mezzo di apposito cavo di trazione. 

## Servizio

Treno gruppo 80

Nella storia di questi rotabili ci sono diversi punti oscuri. Quando entrano in servizio nel 1931 la STFER utilizza ancora il trolley a rotella, che nei due gruppi è montato sulla sola motrice. Se ciò non è un problema per il gruppo 80, in teoria dovrebbe esserlo per i treni reversibili. La mancanza di presa di corrente sui rimorchi pilota, infatti, rende problematica l'utilizzazione delle slitte di comando sul filo di contatto, destinate ad azionare il sistema di segnalamento e gli scambi nelle tratte di Roma in promiscuità coi tram municipali. Il problema viene risolto nel 1935, quando viene adottato il pantografo ed entrambi i rotabili lo montano, ma le cose, in verità, non sono tanto chiare. In primo luogo non si vede perché, volendo subito utilizzare la reversibilità dei nuovi rotabili, non si sia pensato ad installare un trolley anche sulle rimorchiate pilota. A meno che non si intendesse addestrare i conducenti a fare attenzione alla posizione della presa di corrente nell'azionamento delle slitte di comando, cosa abbastanza difficile considerando che il trolley a rotella si trova all'estremità posteriore del rotabile e quindi, in caso di condotta dalla pilota, ben lontano dal posto di guida.
Ammesso che fino al montaggio del pantografo la possibilità di condotta dalla rimorchiata non sia mai stata utilizzata sorge un'altra complicazione nel circuito luce del rimorchio pilota, da alimentare tramite un filo compreso nell'accoppiatore del telecomando, ciò che obbliga a montare sempre il cavo di telecomando tra i due rotabili, con evidente complicazione negli spostamenti della motrice ai capolinea tronchi. A ciò è dovuta forse la presenza del cavo di telecomando appeso alla meglio, ma non collegato, visibile sui frontali di qualche motrice (per non dover trasportare il cavo, abbastanza pesante, da un'estremità all'altra del rotabile si è forse dotata la motrice di un cavo su ogni frontale). In seguito l'ingegnosità della STEFER si manifesta nel costruire un apposito accoppiatore a filo unico che da un lato si innesta nell'accoppiatore del telecomando e dall'altro termina in una spina da inserire nella presa del circuito luce dell'altra vettura.
Quasi tutti i rotabili giungono alla fine del servizio extraurbano, nel 1965. Dei quattro treni originari che compongono il gruppo 90, solo tre arrivano come reversibili alla seconda guerra mondiale, dato che il 92+292 viene ricostruito in epoca non precisabile con un equipaggiamento di comando diretto identico a quelli utilizzati sul gruppo 80, si dice a seguito di un incendio (se è vero, certo sarà stato difficile reperire le apparecchiature danneggiate e sarà stato più facile ricostruire il treno con i materiali in uso sui restanti rotabili).
Gli altri treni sono sottoposti in seguito, specialmente dopo la guerra, ad una serie di semplificazioni che, eseguite senza un piano preordinato, rendono i tre convogli tutti differenti l'uno dall'altro; in particolare, verso la fine degli anni Cinquanta la situazione è la seguente:

Treno gruppo 90

- il treno 91+291 è l'unico rimasto quasi nello stato di origine, con i due rotabili bidirezionali (pantografi alle estremità esterne del convoglio), ma non è possibile girare la rimorchiata pilota, perché un accoppiatore del cavo di trazione è stato rimosso per non essere più ripristinato;
- il treno 93+293 è modificato trasformandone i rotabili in unidirezionali e sopprimendo sulle testate accoppiatori elettrici e pneumatici, con i pantografi alle estremità interne del convoglio;
- il treno 94+294 è modificato trasformandone i rotabili in unidirezionali e sopprimendo sulle testate gli accoppiatori elettrici, ma lasciando quelli pneumatici (utilizzabili peraltro sulla rimorchiata, ma non sulla motrice sprovvista di posto di condotta all'altra estremità), con i pantografi alle estremità interne del convoglio.

## Numerazione
A seguito delle motrici gruppo 70, coi rimorchi che seguono la numerazione delle motrici nel gruppo 200. L'accoppiamento dei rotabili prevedeva composizioni del tipo 81+281, 93+293…